# 819 lignes
Le 819 lignes désigne deux normes de télévision en haute définition noir et blanc exploitées entre 1949 et 1983 en France par la première chaîne nationale historique devenue TF1 en 1975, à Monaco pour la chaîne Télé Monte-Carlo lancée le 19 novembre 1954 jusqu'en décembre 1973 conformément à la norme E, en Algérie pour la télévision d'Alger avec la norme E ainsi qu'en Belgique avec la RTBF1 devenue Radio-télévision belge de la Communauté française puis au Luxembourg avec Télé Luxembourg en 1955, conformément à la norme F, dérivée de la norme française E.

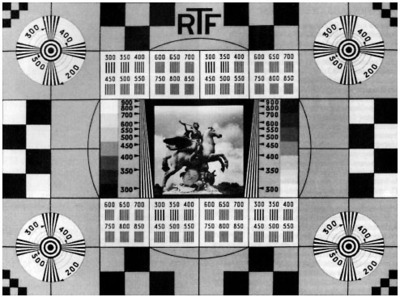
Mire française « Chevaux de Marly » en haute définition 819 lignes

En France, elle vise à remplacer le réseau à 441 lignes, norme définie en accord avec l'Organisation internationale de radiodiffusion et de télévision et symbolisée par la lettre "E", exploitant une image composée de 737 lignes actives, les 82 lignes restantes servant au retour de trame. La cadence d'images est de 25 images entrelacées par seconde. En France, le 819 lignes est définitivement remplacé par la norme CCIR L/K conforme à la norme et au format 625 lignes conçu dès 1944 par les Russes d'URSS qui procure l'avantage d'une compatibilité couleur plus simple, notamment avec le standard français SECAM.

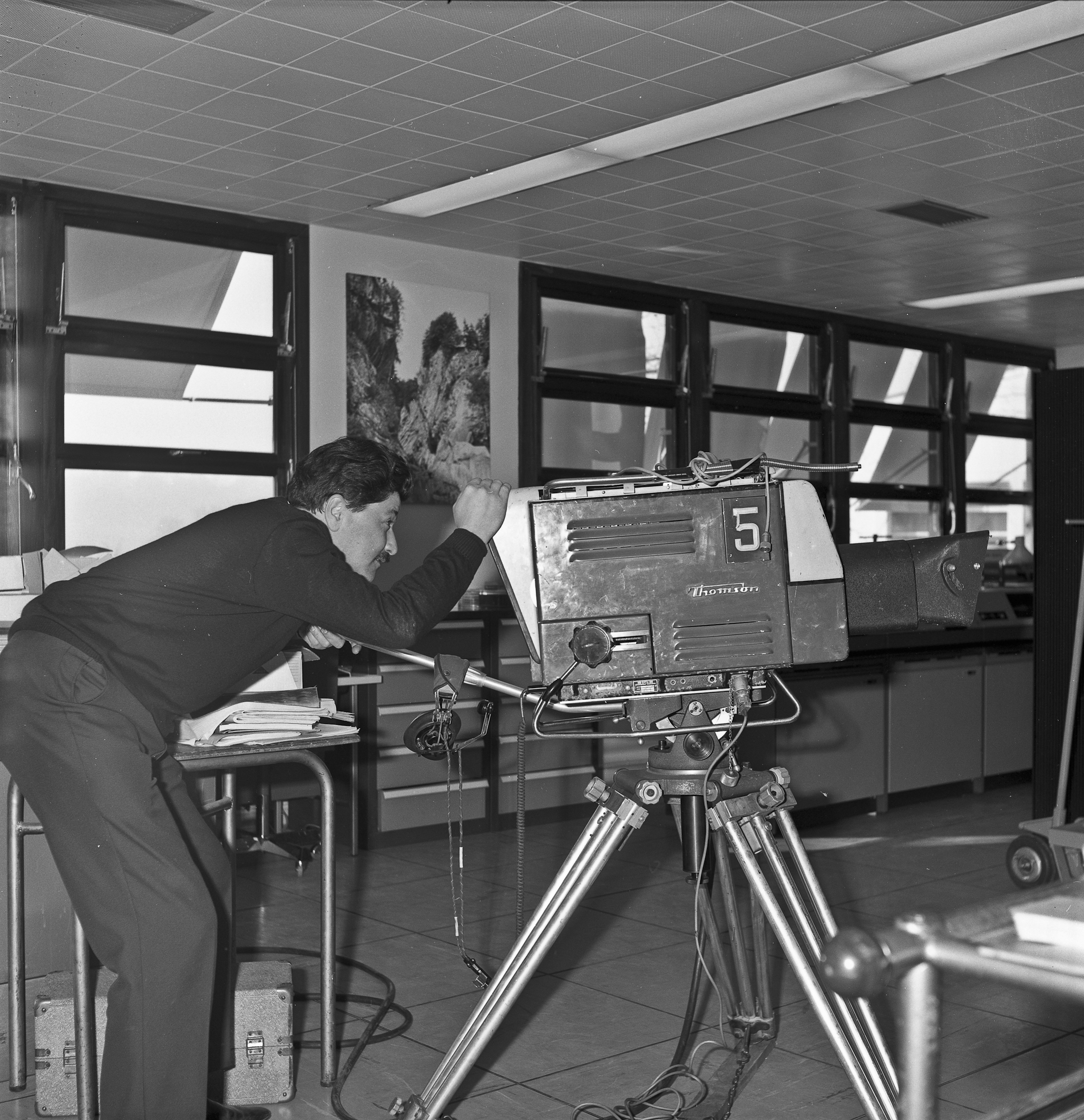
Tournage avec une caméra à haute définition 819 lignes Thomson en 1969.

La définition 819 lignes marque une étape importante dans l'Histoire des techniques de télévision.

## Contexte historique

### La course à la définition
Dès les années 1930, dans les laboratoires et chez les ingénieurs des principales nations industrialisées, une course s'engage pour concevoir et faire adopter par leur pays, la norme de télévision électronique encore en noir et blanc, dont l'une des caractéristiques essentielles est la définition ligne. Entre 1930 et la fin des années 1940, on passe de quelques dizaines de lignes de définition, à la haute définition, proche d'un millier de lignes. Dès 1944, la norme au format 625 lignes est développée et expérimentée par les russes d'URSS puis officiellement adoptée en 1946.

### Contexte stratégique politico-industriel
La précision concernant les Techniques de télévision fait l'objet d'un article séparé.
Aux États-Unis, la norme à 525 lignes, 30 images par seconde est officiellement adoptée en 1941, en pleine Seconde Guerre mondiale après une élaboration progressive dans les laboratoires de plusieurs sociétés privées américaines.
Pour sa part, le format à 625 lignes développé au début des années 1940 par des ingénieurs de télévision russe soviétique est notamment soutenu puis adopté par l’Allemagne et la Suisse durant les années 1950. Ce format s'impose presque partout où la norme américaine à 525 lignes n'est pas adoptée. Après avoir provisoirement conservé le 441 lignes allemand, la France choisit de défendre sa propre norme de haute définition noir et blanc à 819 lignes, en s'isolant du reste du monde, avant d'adopter pour ses nouvelles chaînes nationales dès 1963, le format 625 lignes créé par les soviétiques en 1944 et officiellement adopté en 1946.

### Étapes importantes pour la course à la définition

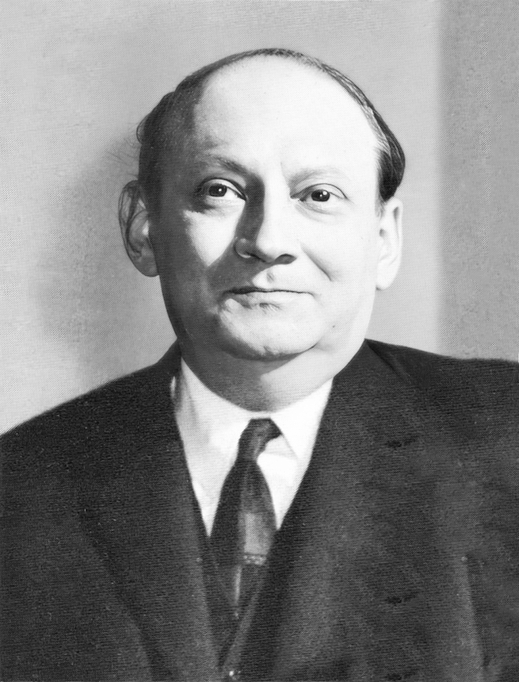
Henri de France, à l'origine de la norme à 819 lignes puis du standard couleur SÉCAM.

Les étapes historiques les plus marquantes débouchent successivement sur les formats réellement exploités :
- 405 lignes du Royaume-Uni, exploité de 1937 à 1985[6]
- 441 lignes de l'Allemagne, exploité en Europe entre 1935 et 1955[7].
- 455 lignes de la France entre 1937 et 1940[3]
- 525 lignes des États-Unis, de 1941 à 2010
- 625 lignes des soviétiques, créé en 1944, adopté en 1946 par l'URSS puis par de nombreux pays d'Europe[5], exploité en Europe depuis 1948[8]
- 819 lignes d'Henri de France, développé en 1944 et exploité de 1947 à 1983, en France[3].

À partir du milieu des années 1950, la course à la couleur supplante celle relative à la définition de l'image TV, ce qui entraine l'abandon progressif des formats noir et blanc de définition 405 lignes britannique et 819 lignes français.
Les deux formats 525 lignes et 625 lignes subsistent jusqu'à aujourd'hui car ils font partie des définitions normalisées des systèmes vidéo numériques, tels que les signaux HDMI, notamment.

## Avantages et inconvénients de la norme E
En 1949, la norme E de haute définition propulse la France comme pionnier de la qualité des images télédiffusées car notamment les États-Unis et les autres pays européens ont choisi soit la résolution à 405 lignes (Royaume-Uni), en CCIR, System M à 525 lignes (États-Unis), soit en Norme BG à 625 lignes (Allemagne). Pour des motifs de protection industrielle nationale et de contrôle de la réception des programmes, les pouvoirs publics français apprécient de pouvoir restreindre le risque des importations d'appareils venant de l'étranger. De plus, ce protectionnisme permet la création d'une industrie nationale créatrice d'emplois sur le territoire, la fabrication des téléviseurs étant alors réalisée en France; ainsi, les industriels européens créent des succursales et des usines spécialisées comme celles de la Radiotechnique, filiale du groupe hollandais Philips ou celle du Français Thomson. Dès 1960, ce choix stratégique consistant à protéger l'industrie nationale est également adopté pour le nouveau standard couleur SECAM. 
Cette décision est censée permettre de privilégier à nouveau l'industrie française. Toutefois, certains téléspectateurs frontaliers vont parfois éprouver des difficultés à exploiter les signaux télévisuels provenant de l'étranger, une contrainte technique rendant nécessaire l'utilisation d'un téléviseur multi-norme. Si d'un point de vue strictement technique la norme E offrant 819 lignes de définition représente une prouesse pour l'époque, elle impose aussi d'adapter tous les maillons de son réseau de diffusion : caméras, régies, magnétoscopes, émetteurs et téléviseurs. Le surcoût de tous ces équipements est très significatif par rapport à ceux exploitant les autres normes de l'époque. De même, les échanges d'images avec les autres pays représente une difficulté, toutefois rapidement traitée en quelques années grâce à des dispositifs convertisseurs.
Enfin, la norme E oblige à occuper une grande portion du spectre hertzien, par rapport aux autres normes. Cette largeur de bande restreint considérablement le nombre de canaux nationaux ou locaux disponibles et rend plus complexe la réception des signaux avec des antennes individuelles ou de télédistribution collective.

## Historique

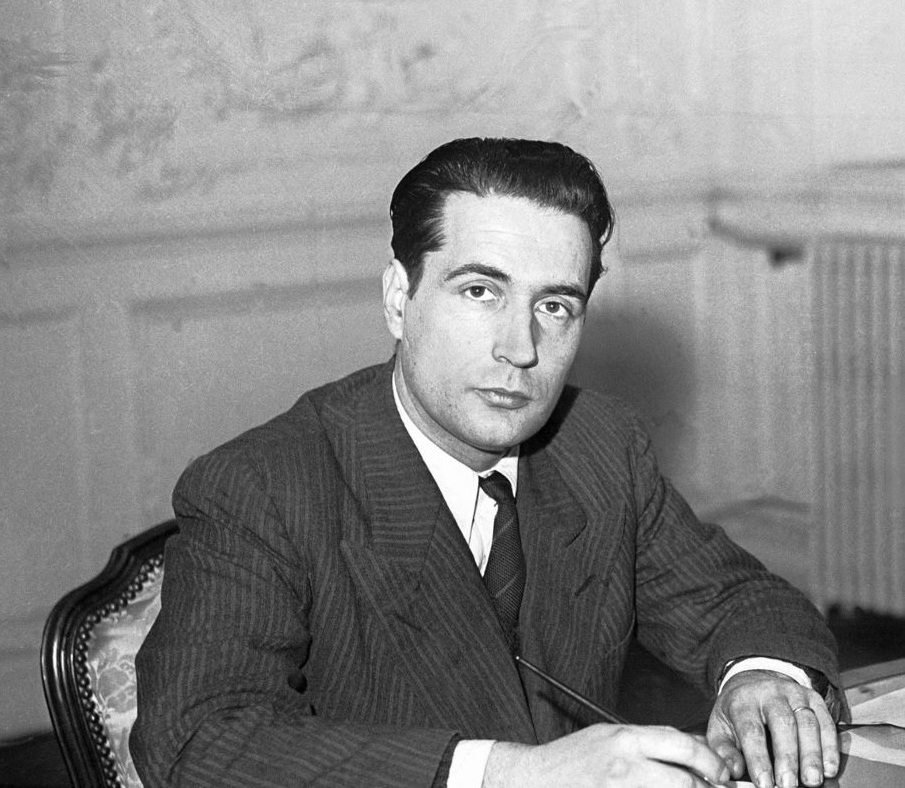
François Mitterrand à la fin des années 1940

La norme haute définition 819 lignes est une première mondiale choisie par le gouvernement français pour le futur réseau national de télévision, à la place de la moyenne définition de 441 lignes VHF alors exploité sur le seul site d'émission, la Tour Eiffel. Le décret concernant l'adoption de cette définition est signé le 20 novembre 1948 par François Mitterrand, alors secrétaire d’État à l'Information. Coïncidence, l'arrêt de l'émetteur 819 lignes de Paris Tour-Eiffel en bande 3 (VHF) s'arrête d'émettre le 19 juillet 1983, durant la présidence de la République du même François Mitterrand.

## De 1949 à 1983: la première chaîne à la norme E
RTF Télévision puis la première chaîne de l'ORTF et enfin la chaîne TF1 en noir et blanc exploitent le réseau d'émetteurs 819 lignes en norme E VHF bandes I (canaux 2 et 4) et III (canaux 5 à 12) jusqu'au 19 juillet 1983, date de l'arrêt du dernier émetteur, Paris Tour Eiffel.
Le 17 avril 1949, les autorités françaises présentent à plusieurs évêques et au pape Pie XII à Paris, une double démonstration parallèle entre le format 455 lignes hérité des Allemands et la haute définition de la nouvelle norme 819 lignes. Un émetteur et des équipements sont offerts et installés dans la cité vaticane, à Rome, dans l'espoir que la république d'Italie en adopte aussi le format mais les autorités lui préfèreront le format allemand à 625 lignes, adopté officiellement un an plus tard.
En Belgique, encore quasi expérimentale, la télévision belge couvre et retransmet en direct le couronnement de la Reine Élisabeth II d'Angleterre, le 2 juin 1953, sous l'égide d'une équipe de l'Institut national de radiodiffusion (INR) de Belgique. Devenue la RTBF, la télévision belge adapte le 819 lignes en adoptant la norme F, pour faciliter sa diffusion.
À Monaco, la chaîne Télé Monte-Carlo est lancée le 19 novembre 1954 et elle va exploiter la définition 819 lignes jusqu'en décembre 1973, avant de passer au 625 lignes, lors du passage à la couleur au standard SECAM.
En 1955, Télé Luxembourg, la chaîne nationale du Luxembourg exploite la même norme F que la Belgique et adopte le 819 lignes jusqu'en septembre 1972 où la chaîne adopte le nom RTL Télévision et exploite le 625 lignes en couleur, au standard SECAM.

À partir de 1975 et après l'abandon total du 819 lignes noir et blanc en 1983, la première chaîne nationale TF1 exploite le 625 lignes en SECAM.

## Les nouveaux réseaux nationaux à la norme L
Après une douzaine d'années de diffusion unique pour la première chaîne à la norme E, le 21 décembre 1961 (expérimentations à Paris), la deuxième chaîne de la RTF ou RTF Télévision 2 encore en noir et blanc, adopte la norme 625 lignes dans les bandes UHF IV (canaux 21-37) et V (canaux 38-65). Les téléviseurs industrialisés à cette époque doivent à la fois pouvoir afficher les 819 lignes en VHF (Norme E) et les 625 lignes en UHF (Norme L). Les fabricants proposent des modèles neufs adaptés et la plupart des anciens téléviseurs uniquement 819 lignes peuvent également être adaptés par l'ajout des composants spécifiques. Bien que des modules « prêts à installer » soient commercialisés, la modification requiert l'intervention d'un professionnel ou d'un amateur averti. Deux ans plus tard, les premières expérimentations de diffusion couleur SECAM se déroulent à Paris le 16 mai 1963), depuis la tour des Buttes Chaumont.
Il faut attendre près de dix ans pour qu'un deuxième réseau national à la norme L (625 lignes, UHF) soit mis en service, à partir du 31 décembre 1972 pour la diffusion de la troisième chaîne couleur de l'ORTF ultérieurement nommée FR3.

## Expérimentations en couleur sans suite
Dans les années 1950, les laboratoires d'Henri de France tentent durant quelques années d'adapter la couleur (standard SECAM) à la norme E. Toutefois, le coût considérable qui impose sur les caméras, sur les régies de studio, sur la conservation de la très large bande passante de la norme E à l'émission, les incidences sur la complexité de garantir une réception satisfaisante et le prix des composants à ajouter sur les circuits complémentaires dans les téléviseurs, ne favorise pas le passage du 819 lignes à la couleur. Il faudra attendre 1988 pour qu'une norme analogique couleur à haute définition (HD Mac) soit élaborée et exploitée en France, principalement par satellite et par câble.

## Transition et abandon de la norme E
Neuf ans avant l'arrivée de Canal+, un troisième réseau national est inauguré le 25 décembre 1975 pour la diffusion en couleurs de TF1, en parallèle ou en « duplication » avec le réseau 819 lignes VHF. La double diffusion est à la fois complexe et coûteuse car durant une période de quelques années, les studios sont équipés de caméras, magnétoscopes et de régies pour chaque norme 819 et 625 lignes. À partir du milieu des années 1960, les téléviseurs anciens qui exploitent uniquement la norme E et censé ne pouvoir recevoir que TF1 en noir et blanc 819 lignes disparaissent petit à petit et sont remplacés par des appareils bi-normes. À partir du début des années 1970, la première chaîne supprime totalement les anciens équipements 819 lignes au profit de la norme L à 625 lignes. L'image dans l'ancienne norme E est dégradée car la conversion s'effectue le plus souvent par une caméra 819 lignes filmant un moniteur vidéo affichant une image 625 lignes. Seule exception : la pendule ORTF qui permet de réaliser les transitions et décrochages, notamment lors des émissions régionales quotidiennes sur la première chaîne.
En 1983, l'arrêt programmé du 819 lignes permet de préparer le lancement d'une chaîne nationale à péage dont le nom de code n'est pas encore Canal+ en recyclant ainsi les émetteurs VHF. Après une série de tests en clair et cryptés, la 4e chaîne est lancée l'année suivante sur le réseau VHF national nommé "quatrième réseau" en 625 lignes VHF (norme L', canaux L02-L03-L04 en bande I et canaux L05 à L10 en bande III). La nouvelle chaîne payante est d'ailleurs la première antenne nationale à exploiter la version la plus récente du standard SECAM, avec identification couleur par ligne.
Ultime disparition, le 6 décembre 2010, ce 4e réseau (appellation TDF) premier réseau historique de la télévision française qui exploite les bandes VHF principalement pour la diffusion analogique de Canal+ et de quelques relais régionaux des chaînes nationales est définitivement abandonné (convention CSA renouvelée, après cette date, uniquement pour la norme numérique DVB-T).

### Exploitation cinéma aux États-Unis
Durant les années 1964 et 1965, une compagnie américaine met sur pied un processus de production de films baptisé Electronovision. Ce dispositif repose sur l'utilisation de caméras 819 lignes et de magnétoscopes à la norme française E pour l'enregistrement vidéo des scènes et le montage. Le résultat est ensuite transféré sur film par un dispositif de type kinescope. Le système vise alors à réduire les coûts et les délais traditionnellement associés à cette activité, du fait de l'emploi exclusif du film argentique dans les salles de projection. Une demi-douzaine de productions sont réalisées, incluant une pièce de théâtre (Hamlet) et un concert  (The TAMI show) filmés ainsi que plusieurs longs métrages plus conventionnels (Harlow).

## Caractéristiques
| Fréquence trame | Image      | Intervalle vertical | Nombre d'impulsion | Largeur de bande d'impulsion | Fréquence ligne | Portier avant | Synchro ligne | Portier arrière | durée de ligne active | Rappoort Vidéo/synchro |
| --------------- | ---------- | ------------------- | ------------------ | ---------------------------- | --------------- | ------------- | ------------- | --------------- | --------------------- | ---------------------- |
| 50 Hz           | 737 lignes | 41 lignes           | 1 par trame        | 20.0 μs                      | 20475 Hz        | 0.5 μs        | 2.5 μs        | 5.0 μs          | 40.8 μs               | 70/30                  |

Le format 819 lignes a exploité deux normes CCIR de télédiffusion, la norme E et la norme F.
| Norme CCIR UIT | Lignes | Vitesse trame | Largeur de bande par canal (MHz) | Bande passante vidéo (MHz) | Décalage porteuse audio                                    | Bande latérale vestigiale | Modulation vidéo | Modulation audio       |
| -------------- | ------ | ------------- | -------------------------------- | -------------------------- | ---------------------------------------------------------- | ------------------------- | ---------------- | ---------------------- |
| E              | 819    | 25            | 14                               | 10                         | ±11.15 (+ sur les canaux impairs ; - sur les canaux pairs) | 2.00                      | Positive         | Modulation d'Amplitude |
| F              | 819    | 25            | 7                                | 5                          | +5.5                                                       | 0.75                      | Positive         | Modulation d'Amplitude |

### Norme E
La télédiffusion conforme à la norme E exploite les paramètres suivants :
| Canal | Vidéo (MHz) | Audio (MHz) |
| ----- | ----------- | ----------- |
| F2    | 52.40       | 41.25       |
| F4    | 65.55       | 54.40       |
| F5    | 164.00      | 175.15      |
| F6    | 173.40      | 162.25      |
| F7    | 177.15      | 188.30      |
| F8    | 186.55      | 175.40      |
| F8A   | 185.25      | 174.10      |
| F9    | 190.30      | 201.45      |
| F10   | 199.70      | 188.55      |
| F11   | 203.45      | 214.60      |
| F12   | 212.85      | 201.70      |

### Norme F
En Belgique et au Luxembourg, la norme de télédiffusion norme F adapte le format vidéo à 819 lignes en réduisant notamment la généreuse largeur de bande exploitée pour la norme E. En réduisant significativement la qualité de l'image vidéo, cette adaptation utilise des canaux de 7 MHz principalement modulés dans la bande VHF.

### Principes techniques
Avec 737 lignes actives, la norme 819 lignes procure une meilleure résolution d'image que son prédécesseur la norme française 441 lignes et ses concurrents américain ou européens; mais elle impose une bande passante considérablement étendue pour l'époque dans le signal affiché, gage de meilleurs détails :
- Norme E France : 14 MHz (puis finalement limitée à 8 MHz dans la norme L en UHF 819 L)[16].
- Norme F Belge : 8 MHz[16].

## Comparaison avec les standards ultérieurs
La norme E à 819 lignes est remplacée en 1967 par le CCIR à 625 lignes, de résolution inférieure mais offrant une plus simple adaptation avec la télédiffusion couleur : la bande passante de la norme L à 625 lignes est de 6 MHz en SECAM en (France et Dom-Tom, Russie, Pologne, Hongrie... ), de 5 MHz (Grèce, Djibouti, Île Maurice) et de 5 MHz en Phase Alternating Line (PAL) pour le reste de l'Europe,.

## Définition et résolution
Le 819 lignes exploite également une définition verticale théoriquement plus élevée que la norme numérique 720p apparue au début des années 2000 (bien que définissant un signal entrelacé contrairement à cette dernière). Son rapport d'image n'est pas de 4/3 mais plus précisément de 4,12/3, soit le ratio 1,37 ; cela représente (en supposant une image composée de pixels carrés) l'équivalent d'une image de définition 1012×737 (737×1,37 = 1012). En comparaison avec les normes numériques, ce calcul est théorique dans la mesure où la résolution horizontale d'une image analogique dépend avant tout de sa bande passante : selon le théorème de Shannon-Nyquist, la fréquence d'échantillonnage d'un signal doit être au minimum le double de la bande passante du signal ; en d'autres termes, on obtient la résolution horizontale de l'image en multipliant la durée de la partie active de la ligne par le double de la bande passante.

## Cadence ligne et trame
En prenant les valeurs maximales permises par le décret, on a 40,84 µs × 10,4 MHz × 2 = 849 points par ligne. D'autres sites suggèrent des valeurs réelles plus pessimistes de 39,44 µs et 10 MHz qui aboutissent à 788 points par ligne.
Dans le cas le plus favorable, la comparaison avec une image au format 4,12/3 extraite d'une image 720p 16/9 indique que le 819 lignes offrirait alors (737×849)/(720×720×4,12/3) → 87,8 % de la définition du 720p. Par contre la valeur la plus pessimiste représente tout de même un accroissement de définition de 62 % par rapport à un signal 625 lignes (51,94 µs, 6 MHz).

### Normalisation des équipements en France
Jusqu'au 22 mars 1981, les téléviseurs couleurs et noir et blanc ont l'obligation de recevoir la norme E ainsi que les normes L et L'. Ainsi, sur le clavier de sélection de programme du récepteur, une ou deux touches sont alors affectées ou affectables à la norme E et au balayage 819 lignes.
À la fin des années 1970, certains réémetteurs diffusent la première chaîne en 819 lignes « en signal dégradé » sur des canaux UHF de 8 MHz. Lors de l'extension du réseau de diffusion de TF1 en 625 lignes couleur, ces réémetteurs basculent du signal 819 lignes, provenant généralement d'un émetteur "pilote" principal en VHF, au nouveau signal selon la morme L 625 lignes couleur, jusqu'à l'arrêt de l'analogique et à la conversion totale du site à la norme DVB-T.
La France a créé pour le 819 lignes, un réseau national de télédiffusion reposant sur des canaux de 14 MHz. On peut remarquer que cela lui aurait théoriquement permis de diffuser le HD Mac (standard européen de haute définition analogique 1986-1993) par voie terrestre, car cette norme nécessitait une bande passante de 12 MHz. Cette norme HD Mac produit une image au format 1440x1152i/25, mais n'a cependant été spécifiée officiellement que pour le satellite et les réseaux câblés. À la fin des années 1980, des tests de diffusion terrestre D2 Mac et HD Mac ont toutefois été réalisés à Paris depuis l'émetteur des Buttes-Chaumont. Un projet de standard (D2-Mac paquet) adapté à la diffusion terrestre a été proposé par le CCETT mais rapidement abandonné en raison du développement beaucoup plus rapide qu'initialement envisagé de la télévision numérique (projet DVB en 1993 et Grande Alliance 1995).